# Ballet comique de la Reyne

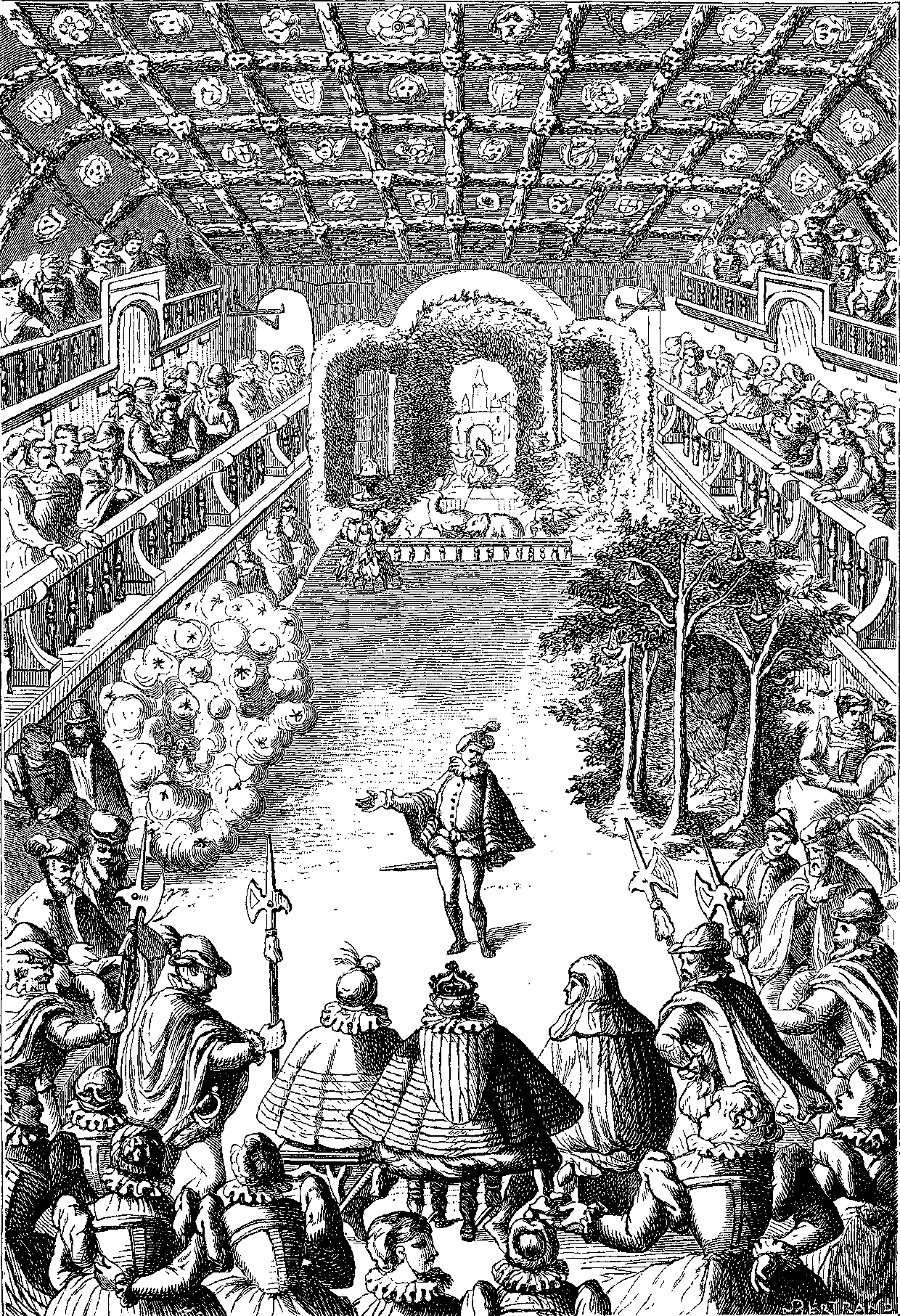

Ballet comique de la Reyne (Komiczny Balet Królowej) – przedstawienie choreograficzne, dramatyczne, muzyczne z zastosowaniem technik scenicznych w prologu, dwóch częściach i z wielkim baletowym finałem. Wystawione na dworze Katarzyny Medycejskiej. Przedstawienie jest uznawane za pierwszy balet.
- Choreografia: Baltazarino di Belgioioso (Balthazar de Beaujoyeux);
- strofy: La Chesnaye;
- muzyka: L. de Beaulie, Salmon, Beaujoyeux i inni;
- sceny i kostiumy: Jaques Patin.

Premiera: Paryż, 15 października 1581, Salle du Petit Bourbon.

## Osoby i wykonawcy
- Circé – Mlle de Saint-Mesme
- Le gentilhomme (aktor) – M. de la Roche
- Glaucus – M. de Beaulie
- Thetys – Mlle de Beaulieu
- Nymphes – Mlles de Vitry, de Surgeres, de Laverny, d’Estavay
- Pan – M. de Jutigny
- Mercure – M. du Pont
- dwie Najady – Królowa Francji i Księżna di Lorena
- dwór Henryka III

## Streszczenie
Widowisko opierało się na dziesiątej księdze Odysei Homera opowiadającej o czarodziejce Kirke. Akcja rozgrywała się w wielkiej, prostokątnej sali wyobrażającej jej pałac, na drugim końcu zasiadał król z dworem. 

### Prolog (ouverture)
Kawaler, więzień czarodziejki, ucieka z jej pałacu, kiedy dociera na wprost króla prosi go o pomoc recytując długą kwiecistą tyradę. 

### Pierwsza część
Trzy syreny i tryton wchodzą tańcząc i śpiewając, podczas gdy wjeżdża, ciągnięta przez trzy koniki morskie, wielka fontanna wypełniona najadami, trytonami i muzykami. Glauco i Tetis, w towarzystwie dwunastu najad, kierują się w stronę króla i śpiewają w duecie, towarzyszą im ukryci w sklepieniu sali: chór i orkiestra. Pojawia się dziesięciu skrzypków grających entrée de ballet dołącza do nich dwanaście par tańczących paziów z najadami. Wchodzi Kirke i jednym gestem swojej czarodziejskiej różdżki wszystkich unieruchamia, nawet samego Merkurego, który właśnie sfruwał z nieba. Pod koniec aktu widać w dali park przepełniony mężczyznami zamienionymi w zwierzęta, a Merkury leży u stóp Kirke.

### Druga część
Wchodzą driady i ośmiu satyrów grających na fletach, śpiewając składają hołd królowi. Z boku pojawia się grota boga Pana i nimfa Opi prosząca go o wyzwolenie lasu z zaklęcia. Po wejściu czterech Cnót, na wielkim wozie wjeżdża Minerwa i zwraca się do króla z tyradą, towarzyszy jej chór dziesięciu głosów. Wezwany przez boginię schodzi z nieba Jowisz, dołącza się do nich Pan z ośmioma satyrami i wszyscy ruszają w stron zamku Kirke. Rozwścieczona czarodziejka, wśród pisku swych zwierząt wkracza na pole walki, lecz zostaje porażona piorunem Jowisza. Bogowie, boginie, satyrzy i nimfy składają hołd królowi i przekazują mu zakutą w kajdany Kirke. Grupa driad tańczy skomplikowane entrée, na zakończenie którego Jowisz śpiewa partię solową. 

### Grand ballet
Grand ballet otwiera królowa prowadząca grupę najad, dołącza się do nich cały dwór, wykonując układ choreograficzny skomponowany z kombinacji czterdziestu przeplatających się między sobą figur geometrycznych, ułożonych tak aby królowa zajmował zawsze główne miejsce. Po wielkim ukłonie wszystkich tancerzy przed tronem, królowa ceremonialnie wręcza władcy dar, a wszystkie damy imitują ją wręczając podobny swym partnerom. 

## Podsumowanie
Widowisko zostało wystawione z okazji zaślubin Małgorzaty di Lorena z księciem di Joyeuse. Był to najdroższy spektakl jaki wystawiono w XVI w., za niebagatelną sumę 3 600 000 franków, przemieniono sale Luwru w czarodziejski ogród. Zachowało się do naszych czasów luksusowo wydane libretto, w którym Baltazino di Belgioioso definiuje balet jako: „geometryczną mieszaninę wielu osób tańczących wspólnie przy dźwiękach wielu instrumentów”.